# ساکای تاداتوشی (۱۶۲۷–۱۵۶۲)
ساکای تاداتوشی (به ژاپنی: 酒井 忠利 Sakai Tadatoshi); ۱ ژانویهٔ ۱۵۶۲ – ۲۱ دسامبر ۱۶۲۷) سامورایی، روجو و دایمیو در دوره ادو و رئیس شاخه‌ای از خاندان ساکای اهل ژاپن بود.